# Gheorghe Missail
Gheorghe Missail (Trifești, 1835-Bucarest, 1906) fue un escritor, periodista, publicista y jurista rumano.

## Biografía
Nacido el 23 de abril de 1835 en Trifești, estudió en Roman, en el Vasilian Gymnasium y en la Universidad de Iași. Trabajó durante muchos años en el poder judicial como juez, secretario y primer secretario del Tribunal de Casación, director del Ministerio de Justicia hasta 1868, cuando dimitió y se dedicó a la carrera de abogado. En 1891 fue secretario general del Ministerio de Dominios durante unos meses. Como periodista, colaboró con publicaciones periódicas como Steaoa Dunărei, Zimbrul, Vulturul, Ateneul Român, Binele Public, Traian y Buletinul instructiunei. Falleció en 1906, el día 21 de noviembre, en Bucarest.
Entre sus publicaciones se encontraron títulos como Evenimentele de la 1821, Trådarea Basarabiet, Ioan Câmpineanu, biografie, Despre responsabilitatea funcţionarilor publici, România, Scrisori daciane, Doamna Dora d'Istria, Străinii în Principate, Ţeranul de la Dunăre, Studii constituţionale, Mânăstirile închinate, Originele legislațiunei române, Epoca lui Vasile Lupu şi Mateiu Basarab, Cuscria cu străinii, Studii asupra datinelor şi moravurilor românesci, Celibateria şi funestele el consequente, Dunărea şi Românii, Vechile referinţe ale Românilor cu Englezii, România vechi şi nouă, Istoria şi actualitatea, Muzica naţională la Români, Apoteosa lui Şincal e Istoria modernă a Românilor de la 1828-1866.